# LR-300
LR-300 — американский автомат, созданный на основе автомата AR-15. Производство LR 300 началось в 2000 году и было прекращено через 6 лет из-за невысоких продаж, а лицензия на конструкцию была продана компании Para-Ordnance, разработавшей на её основе самозарядную винтовку Para Tactical Target Rifle (PTTR).

## Описание
«Лёгкая (штурмовая) винтовка с эффективной дальностью стрельбы 300 метров» — LR-300, является кардинально изменённым вариантом карабина Colt М4. Основные технические отличия LR-300 от винтовок типа М16 заключаются в системе газоотвода. Алан Зитта спроектировал и получил патент на более короткую, новую систему, с установленной на ней новой рукоятью взвода и возвратной пружиной. Вследствие этих изменений удалось реализовать сокращение общей длины оружия и совместить складной приклад с автоматом.
LR-300 оборудована складным прикладом, практически таким же, как и приклад штурмовой винтовки FN FAL. Приклад складывается поворотом в левую сторону, в сложенном состоянии он фиксируется пружиной. Однако создатель предусмотрел и оснащение винтовки раздвижным пятипозиционным прикладом (который складывается так же на левую сторону) или стандартизированным прикладом карабина М4. Пистолетная рукоять выполнена из пластикового материала и для более удобного ведения стрельбы зафиксирована под таким же углом что и у Кольта М1911, отличным от М16. Полая рукоятка предназначается в основном для хранения необходимых принадлежностей. На данной винтовке возможны два типа цевья: выполненное либо из пластика, либо из алюминия. Оба вида цевья обладают специальными выемками для охлаждения ствола. Сам ствол хромирован, что придало ему наивысшую прочность. Винтовка оборудована пламегасителем.
Верхняя часть винтовки с продольной проточкой Вивера позволяет легко присоединить любой из оптических или электронных прицелов этой системы. Винтовка оснащена кольцевым задним прицелом системы Вильямса (Williams) с горизонтальной и вертикальной регулировкой. Мушка также регулируемая и имеет вертикальную тритиевую риску. Нижний ресивер (нижняя часть ствольной коробки) LR-300 идентична коробке AR-15. Поэтому к ней подходят все магазины от AR-15 /М-16. Специально изобретённый Зиттой клиновой уплотнитель обеспечивает плотное соединение верхнего и нижнего ресиверов (верхней и нижней частей ствольной коробки).

### Неполная разборка
Неполная разборка LR-300 весьма проста и в полевых условиях не требует какого-либо инструмента. Утапливается подпружиненный фиксатор на системе газоотвода, отделяется вентилируемый защитный кожух. Возвратная пружина и кольцевой зажим вытягиваются назад и вверх, высвобождая боевую пружину. Затем вынимается затвор и дальше всё идет обычным порядком.

## Варианты
- LR 300 ML (Military/Law) — принят на вооружение в армейских и полицейских подразделениях, длина ствола составляет 292 мм. Имеет одиночный и автоматический режимы огня. Имеется возможность установки подствольного гранатомёта.
- LR 300 SR (Sport Rifle) — гражданская версия винтовки, имеющая лишь полуавтоматический режим огня. Имеет более длинный ствол (419 мм), используется в основном для спортивной стрельбы.

Военные и полицейские винтовки Зитта снабдил специальным четырёхсегментным пламегасителем собственной конструкции, на гражданской разместил откидной металлический приклад трубчатой конструкции. Но, в отличие от военной модели, ствол спортивной не имеет нарезки для навинчивания пламегасителя.

## Испытания
Испытывалась способность винтовки по сохранению точности прицельной стрельбы в условиях экстремального нагрева. Серия из 5 выстрелов производилась из холодного ствола, затем следовали 60 выстрелов за полторы минуты.
Далее были произведены 5 точных прицельных выстрелов по той же мишени. Серия выстрелов, проведённая из горячего ствола, ложилась точно по цели, и кучность лишь незначительно снижалась, по сравнению с результатом первой серии из холодного ствола.
Одной из причин столь высокой точности стрельбы этой винтовки является исключительно ровный спуск, сама винтовка высокоманёвренна и прикладиста, обеспечивает быструю наводку на цель. В случае отказа оптического прицела можно продолжать стрельбу с обычным открытым.
Отдача при стрельбе из LR-300 отличается от стандартной AR-15 и ощущается не как пружинистый толчок, а как лёгкий, быстрый импульс лишь с незначительным подъёмом дула и позволяющий сохранить быструю наводку для очередного выстрела.

## Достоинства и недостатки

### Достоинства
Винтовка LR-300 имеет более высокие показатели, чем М4 по многим аспектам, таким как: удобство, надёжность, точность стрельбы и т. д. Благодаря присутствию складного приклада она более компактна.

### Недостатки
Высокая цена негативно отражается на интересе полицейских и армейских сил к этой винтовке. Сейчас нет никаких сведений о применении Z-M LR-300 в вооружённых силах или полицейских подразделениях США, впрочем, как и других государств. Напротив, некоторые источники говорят о наличии в вооружённых силах США прямого конкурента LR-300 — винтовки HK-416, разработанной предприятием Heckler & Koch как новое поколение после карабинов М4.

## В массовой культуре
LR-300 присутствует с различными приспособлениями в компьютерных играх:
- Серия игр S.T.A.L.K.E.R. — выведен под именем ТРс 301; используется сталкерами-наёмниками. Оружие предполагает использование патронов 5,56x45 мм, установку оптического прицела с 4-кратным увеличением и подствольного гранатомёта. В то же время в игре используется именно гражданский вариант автомата, а не военная модификация LR 300 ML[1].
- Rust
- PAYDAY 2
- Stalcraft
- Grand Theft Auto IV